# Wirtschaft der Vereinigten Staaten
Die Wirtschaft der Vereinigten Staaten ist die größte Volkswirtschaft mit einem BIP von 27,360 Billionen Dollar (Stand: 2023). Der größte Teil der Inlandsproduktion wird von privaten Unternehmen erwirtschaftet; die Regierung beeinflusst das wirtschaftliche Geschehen vergleichsweise gering (zur Staatsquote siehe hier).
Laut Angaben des globalen Wettbewerbsfähigkeitindex des Weltwirtschaftsforums rangieren die USA auf Platz 2 (von 137 Staaten) der wettbewerbsfähigsten Länder der Welt.

## Geschichte
In der Kolonialzeit (17. und 18. Jahrhundert) war die Wirtschaft auf dem Gebiet der heutigen USA überwiegend agrarisch geprägt und in das Merkantilsystem des Britischen Empire eingebunden. Wichtigste Exportgüter der dreizehn Kolonien waren landwirtschaftliche Erzeugnisse wie Getreide, Tabak und Reis. Dank reichlich vorhandenem Land und knapper Arbeitskraft wuchsen Wirtschaft und Bevölkerung der Kolonien rasch: Von 1700 bis 1774 erhöhte sich ihre Gesamtproduktion um das Zwölffache, und beim Unabhängigkeitseintritt 1776 erreichte die koloniale Wirtschaft bereits etwa 30 % des Umfangs der britischen Volkswirtschaft. Aufgrund der großen Verfügbarkeit von Land hatte die freie weiße Bevölkerung der Kolonien Schätzungen zufolge bereits einen der höchsten Lebensstandard der Welt erreicht.
Die Sklaverei wurde schon in den Kolonien etabliert und bildete besonders in den südlichen Kolonien die Grundlage der Plantagenökonomie. Zur Zeit der Unabhängigkeit lebten rund 460.000 versklavte Afrikaner in Amerika; die Nordstaaten, in deren Wirtschaft Sklaven eine geringe Rolle spielten, leiteten bald die schrittweise Abschaffung der Sklaverei ein, während im Süden die Sklaverei untrennbar mit der expandierenden Wirtschaft und der ökonomischen Elite der Südstaaten verbunden blieb und die Zahl der Sklaven bis 1865 auf über vier Millionen anwuchs. Nach der Unabhängigkeit (1776) förderten die territoriale Expansion und technische Erfindungen (etwa die Cotton Gin 1793 zur Entkörnung von Baumwolle) das Wirtschaftswachstum. Die Südstaaten erlebten einen Boom des Baumwollanbaus: Verbesserte Entkörnungstechniken setzten Arbeitskräfte frei, „King Cotton“ breitete sich von den Küstenstaaten bis nach Texas aus, und um die Mitte des 19. Jahrhunderts stellte der Süden etwa 7/8 der Weltproduktion an Baumwolle.
Gleichzeitig begann in den Nordstaaten ab den 1820er-Jahren die Industrialisierung (insbesondere in Neuengland); der Ausbau von Infrastruktur (Kanäle, Eisenbahnen) und der Zustrom von Einwanderern ließen Städte und Fabriken wachsen. Während sich im Norden eine zunehmend diversifizierte Wirtschaft mit wachsender Industrie und städtischem Handel entwickelte, bewahrte der Süden seinen agrarischen Charakter und hing am Baumwollmonokultur-System. Diese gegensätzlichen Wirtschaftsstrukturen führten zu wachsenden Spannungen zwischen Nord- und Südstaaten, die 1861 im Sezessionskrieg gipfelten. Mit der Niederlage der Konföderierten (aufgrund ihrer kleineren Wirtschaft und Bevölkerung) und dem 13. Verfassungszusatz wurde 1865 die Sklaverei in den USA abgeschafft, wobei Afroamerikaner allerdings ökonomisch benachteiligt blieben.

Die Nachkriegszeit (Reconstruction) und das späte 19. Jahrhundert waren von raschem industriellen Aufschwung geprägt (Gilded Age). Bereits 1860 besaßen die USA ein größeres Eisenbahnnetz als alle anderen Länder der Welt zusammen. Die Erschließung reichhaltiger Rohstoffvorkommen und die Masseneinwanderung lieferten zusätzliche Grundlagen für das Industriewachstum und eine schnelle Urbanisierung. Gegen Ende des 19. Jahrhunderts überflügelte die landwirtschaftliche und industrielle Produktion der Vereinigten Staaten diejenige aller anderen Industrienationen Massenkultur und Konsumismus entstanden in den aufstrebenden amerikanischen Städten wie New York City und Chicagos wo die ersten Wolkenkratzer entstanden. Technologisch und industriell stiegen die USA in dieser Zeit zur führenden Nation auf. Der Erste Weltkrieg (1914–1918) bescherte der US-Wirtschaft einen gewaltigen Exportboom, da die USA bis 1917 neutral blieben und Europa mit Kriegsgütern belieferten. Nach Kriegsende wandelten sich die USA von einem Schuldner zur führenden Gläubigernation und festigten ihren Status als aufstrebende Finanzmacht

Entwicklung des BIP/Kopf (logarithmische Darstellung)

Mit Präsident Warren G. Hardings „Rückkehr zur Normalität“ (englisch Return to Normalcy) nach dem Ersten Weltkrieg erlebten die Vereinigten Staaten ein Jahrzehnt großen Wohlstands. Aktienkurse und -indizes stiegen lange Zeit und die Konjunktur wurde als unverletzlich angesehen. Dieser Glaube endete im Laufe der Weltwirtschaftskrise. Der im November 1932 zum Präsidenten gewählte Franklin D. Roosevelt führte zwischen 1933 und 1939 eine Reihe von Wirtschafts- und Sozialreformen durch, die als New Deal bekannt wurden. Mit dem New Deal wurde eine neue Wirtschaftsordnung und erstmals ein soziales Sicherheitsnetz geschaffen. Als die Vereinigten Staaten im Dezember 1941 in den Zweiten Weltkrieg eintraten, erhöhten sich die staatlichen Ausgaben und die Staatsverschuldung (Deficit spending) in vorher ungekanntem Maße, was das endgültige Ende der Massenarbeitslosigkeit zur Folge hatte. Nach dem Zweiten Weltkrieg erlebten die Vereinigten Staaten ein relativ stabiles Wirtschaftswachstum.
Ende der 1960er Jahre heizte der Vietnamkrieg die Wirtschaft an; er trieb aber auch die Neuverschuldung der USA in die Höhe.
Nach der ersten Ölkrise 1973 kam es erstmals zu einer Stagflation.
Im August 1971 hatte US-Präsident Richard Nixon verkündet, dass die USA, deren Währung (der US-Dollar) die Ankerwährung im Bretton-Woods-System war, ihre Eintauschpflicht ‚Dollar gegen Gold‘ („Dollar-Konvertierbarkeit in Gold“) ab sofort nicht mehr erfüllen würden. Diese weitreichende Entscheidung hatte Nixon ohne jede Absprache mit anderen Nationen getroffen („Nixon-Schock“).
Das Bretton-Woods-System brach 19 Monate später zusammen (Näheres hier).
Im Laufe der 1970er Jahre gab es kaum nennenswertes Wachstum der US-Wirtschaft.
Der keynesianische Ansatz, der bis dahin dominiert hatte, verlor ab Beginn der 1980er Jahre viele Anhänger. Ronald Reagan gewann die Präsidentschaftswahl 1980 mit dem Wahlspruch „government is not the solution to our problem, government is the problem“. Reagan unterstützte den Ansatz der Angebotspolitik; er senkte ab 1981 Steuern und verringerte staatliche Regulierungen und die Staatsquote. In der Fiskalpolitik bewirkten die Steuersenkungen ein bedeutendes konjunkturunabhängiges deficit spending (die höchste Kreditaufnahme, die die USA in Friedenszeiten bis dahin erlebt hatten). 1982 wuchs das Bruttoinlandsprodukt um zwei Prozent; im Laufe der achtjährigen Amtszeit Reagans wuchs es um 31 %. Während Präsident Bill Clintons Amtszeit wuchs das BIP noch einmal um 38 %. Zum Ende seiner Amtszeit bemaß sich die gesamtwirtschaftliche Produktion auf 9,8 Billionen US-Dollar mit der geringsten Arbeitslosenquote in dreißig Jahren. Mit dem Platzen der Dotcom-Blase begann im Jahr 2000 eine vergleichsweise milde Rezession, die Gesamtwirtschaft hat aber nach fiskal- und geldpolitischen Maßnahmen des Staates und der US-Notenbank schnell wieder an die alten Wachstumsraten angeschlossen.
Unter George W. Bush wuchs die Staatsverschuldung dramatisch. Sein Krieg gegen den Terror nach den Anschlägen vom 11. September 2001 (darunter der Irakkrieg) war extrem teuer.
2007 waren die USA Ausgangspunkt für die Finanzkrise ab 2007. Zur Abmilderung dieser Krise wurde im Februar 2008 das US-Konjunkturprogramm 2008 („Economic Stimulus Act of 2008“) als Gesetz verabschiedet. Am 3. Oktober 2008 wurde der sogenannte Paulson-Plan (Emergency Economic Stabilization Act of 2008) mit einem Finanzvolumen von 700 Milliarden US-Dollar verabschiedet.
Von 2010 bis 2017 wuchs die amerikanische Wirtschaft in jedem Jahr, womit das Land die dritt-längste Expansionsphase seiner Geschichte erlebte. Gleichzeitig wuchs die Staatsverschuldung auf das höchste Level seit dem Zweiten Weltkrieg an (ca. 105 % des BIP im Jahre 2016). Auf die COVID-19-Pandemie reagierte die US-Regierung mit mehreren Hilfs- und Konjukturpaketen, welche ein Gesamtvolumen von 4,6 Billionen US-Dollar hatte. Die Wirtschaft erholte sich dadurch relativ schnell, die Staatsverschuldung stieg allerdings weiter auf rund 120 % im Jahr 2025, mit weiter steigender Tendenz.

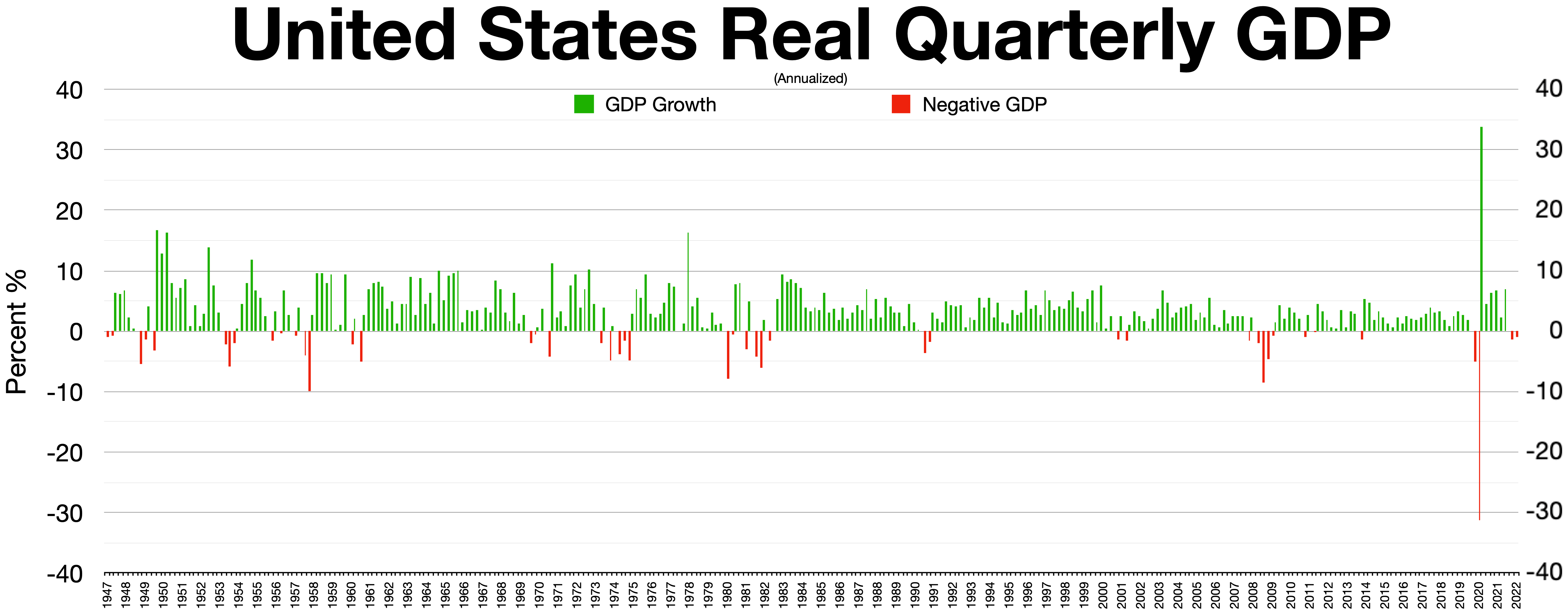
Wachstumsrate der US Wirtschaft 1947–2022

## Grundlagen

Bevölkerungspyramide der USA

Eine der wichtigsten Grundlagen der Wirtschaft eines Landes sind seine natürlichen Ressourcen. Die Vereinigten Staaten sind reich an Bodenschätzen sowie fruchtbaren Böden und haben ein gemäßigtes Klima. Dies allein kann die Entwicklung der Vereinigten Staaten zu einer der wichtigsten Volkswirtschaften der Welt allerdings noch nicht erklären. Hier muss vor allem die Rolle des Staates bedacht werden. Im neunzehnten Jahrhundert wurde das Ausschöpfen der Ressourcen durch eine favorisierende Gesetzgebung der US-Regierung unterstützt (Details). Dies und ein großer Pool homogener Konsumenten trug dazu bei, dass die USA die größte Volkswirtschaft der Welt wurde.
Eine weitere wichtige Grundlage ist das Arbeitskräftepotential. Die Anzahl der zur Verfügung stehenden Arbeitskräfte und ihre Produktivität prägen das Potential einer Volkswirtschaft. Hohe Geburtenraten (Baby-Boomer) und zahlreiche Migranten sorgten für ein hohes Arbeitskräfte-Angebot in den USA.
Ein weiterer Faktor sind die schiffbaren Wasserstraßen. Die Vereinigten Staaten haben 41.000 km schiffbare Wasserstraßen. Nur Brasilien, China, Russland und Vietnam haben mehr Wasserstraßen.
Private Unternehmen produzieren die meisten Güter und Dienstleistungen. Fast zwei Drittel der Gesamtproduktion des Landes dient dem privaten Konsum. Das verbleibende Drittel wird vom Staat und von Unternehmen gekauft. 

## Mittelstand und Großkonzerne
Die amerikanische Volkswirtschaft verfügt über ein breites Spektrum von Unternehmen, das von Einmannbetrieben bis zu weltweit größten Konzernen reicht. 99 Prozent aller selbständigen Unternehmen des Landes beschäftigen weniger als 500 Personen. Laut der U.S. Small Business Administration (SBA) beschäftigen diese Kleinunternehmen 52 Prozent aller amerikanischen Arbeitnehmer. 39 Prozent der High-Tech-Beschäftigten arbeiten in mittelständischen Unternehmen.
Die umsatzstärksten Unternehmen der USA 2021 in Milliarden US-Dollar:
| Rang | Name               | Hauptsitz     | Umsatz (Mrd. $) | Branche        |
| ---- | ------------------ | ------------- | --------------- | -------------- |
| 1    | Walmart            | Bentonville   | 572,754         | Einzelhandel   |
| 2    | Amazon             | Bellevue      | 469,822         | Einzelhandel   |
| 3    | Apple              | Cupertino     | 365,817         | Technologie    |
| 4    | CVS Health         | Woonsocket    | 292,111         | Pharmahandel   |
| 5    | UnitedHealth       | Minnetonka    | 287,597         | Versicherungen |
| 6    | ExxonMobil         | Irving        | 285,640         | Öl und Gas     |
| 7    | Berkshire Hathaway | Omaha         | 276,094         | Mischkonzern   |
| 8    | Alphabet Inc.      | Mountain View | 257,637         | Technologie    |
| 9    | McKesson           | San Francisco | 238,228         | Pharmahandel   |
| 10   | AmerisourceBergen  | Chesterbrook  | 213,989         | Pharmahandel   |

Die gewinnstärksten Unternehmen der USA 2021 in Milliarden US-Dollar:
| Rang | Name               | Hauptsitz        | Gewinn (Mrd. $) | Branche      |
| ---- | ------------------ | ---------------- | --------------- | ------------ |
| 1    | Apple              | Cupertino        | 94,680          | Technologie  |
| 2    | Berkshire Hathaway | Omaha            | 89,795          | Mischkonzern |
| 3    | Alphabet Inc.      | Mountain View    | 76,033          | Technologie  |
| 4    | Microsoft          | Redmond          | 72,271          | Software     |
| 5    | JPMorgan Chase     | New York City    | 48,334          | Banken       |
| 6    | Meta Platforms     | Menlo Park       | 39,370          | Technologie  |
| 7    | Amazon             | Bellevue         | 33,364          | Einzelhandel |
| 8    | Bank of America    | Charlotte        | 31,978          | Banken       |
| 9    | ExxonMobil         | Irving           | 23,040          | Öl und Gas   |
| 10   | Fannie Mae         | Washington, D.C. | 22,176          | Banken       |

## Landwirtschaft

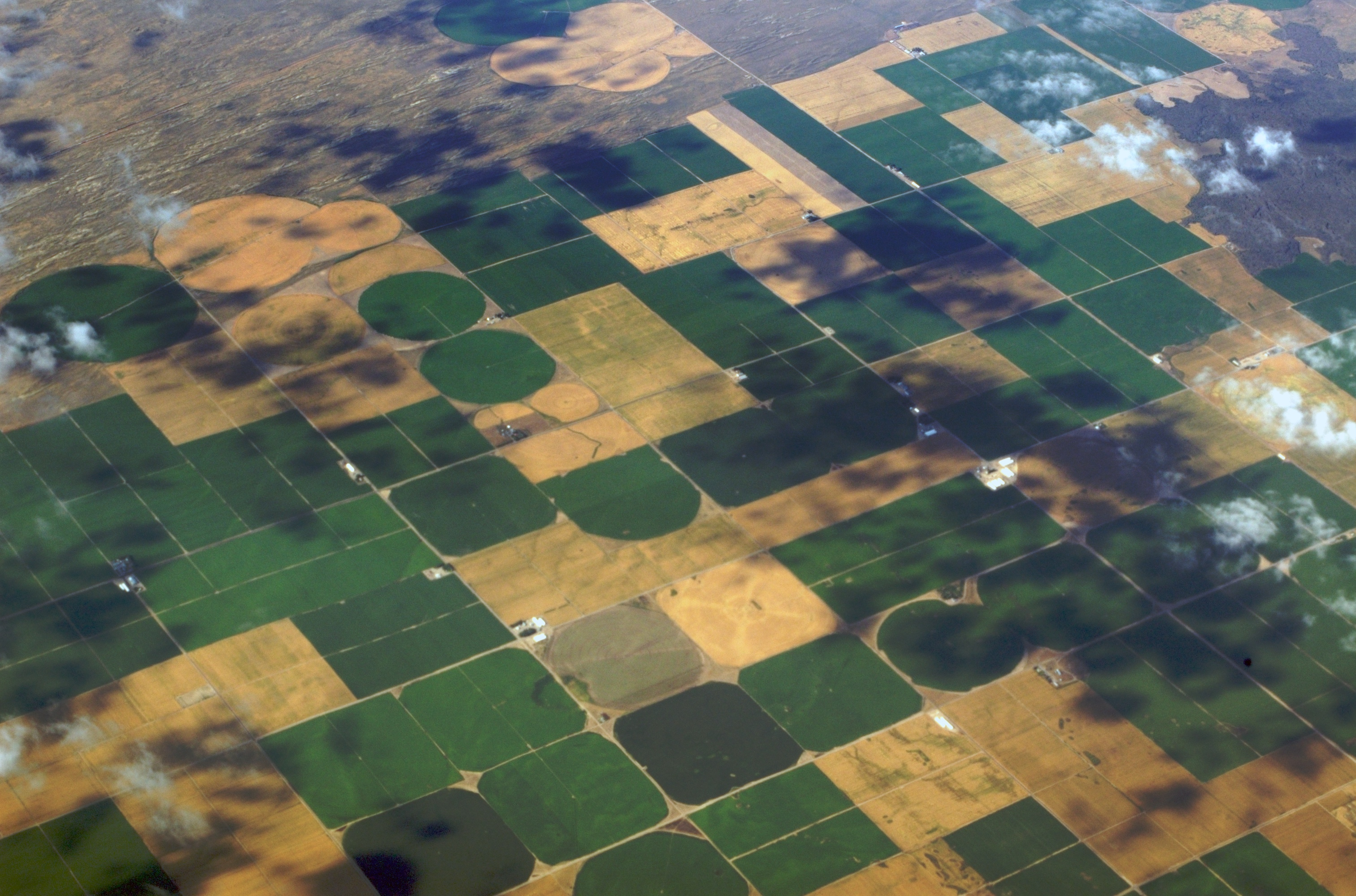
Landwirtschaftlich genutzte Fläche in den USA

In den USA umfassen die landwirtschaftlichen Anbauflächen nur etwa 44 % des Landes.
Mit 4.058.625 Quadratkilometern (Stand 2016) sind sie jedoch größer als die gesamte Anbaufläche in der Europäischen Union. In den Great Plains befinden sich die besten Ackerbaugebiete. Dort können die anfallenden Arbeiten mit Hilfe von Maschinen schnell erledigt werden und ein ausgeglichenes Klima und fruchtbare Böden ermöglichen den großflächigen Anbau. Etwa 70 Prozent der Betriebe sind Familienbetriebe mit 100.000 bis 500.000 US-Dollar Jahresumsatz. Manche von ihnen sind stark verschuldet. Zu den Großbetrieben, die zum Teil über fünf Millionen US-Dollar Jahresumsatz generieren, gehören etwa 30 Prozent aller Betriebe.
Traditionell nahm die Landwirtschaft einen wichtigen Platz in der amerikanischen Wirtschaft und Kultur ein. Als die Nation noch in den Kinderschuhen steckte, galten Landwirte als die beispielhafte Verkörperung solcher Tugenden wie harter Arbeit, Initiative und Unabhängigkeit. Ihre Fähigkeit zur Erzeugung großer Erträge verdanken die amerikanischen Landwirte verschiedenen Faktoren. Der Mittlere Westen verfügt über einen der weltbesten Böden. In vielen Gebieten reichen die Niederschläge von bescheiden bis reichlich. In den Gebieten des Landes, wo es nicht so viel regnet, ermöglichen Flüsse und das Grundwasser intensive Bewässerung. Hohe Kapitalinvestitionen und der zunehmende Einsatz gut ausgebildeter Arbeitskräfte tragen ebenfalls zum Erfolg der amerikanischen Landwirtschaft bei. Die landwirtschaftliche Bebauung ist – wie auch die restliche Wirtschaft – stark in sogenannte Belts untergliedert gewesen, weshalb es zu einem hohen Grad an Spezialisierung kam.
Ab den 1870ern ergaben sich aufgrund der Deflation große Probleme insbesondere für Kleinbauern. Trotz des großen Bevölkerungswachstums erhöhte sich aufgrund des Goldstandards (de facto geltend, noch nicht de jure) nicht die Geldmenge. Diese Geldknappheit konnten Bankiers für hohe Kreditzinsen und die Eisenbahnunternehmen ihre Oligopolstellung für hohe Transportgebühren nutzen. Die Bauern konnten sich deswegen nicht die nötigen Kredite für eine Modernisierung der Landwirtschaft (neue Geräte durch die industrielle Revolution) leisten. Zugleich kam es unter den Bauern zu einer Distanzierung zur Regierung, die entgegen den Vorschlägen der Farmer an der bisherigen Geldpolitik festhielt und Oligopole/Monopole nicht auflöste.
Es kam dadurch zu einer umfangreichen Organisierung der Bauern in der 1876 gegründeten Farmers' Alliance mit landesweit 1889 rund 400.000 Mitgliedern, wobei nach anfänglichen rassistischen Auseinandersetzungen zunehmend auch die schlechte Situation der schwarzen Farmarbeiter thematisiert wurde. Durch die Farmers' Alliance ergab sich für die Bauern eine stärkere Position gegenüber den Zulieferern und den Banken. Die Organisierung mündete politisch in der Gründung der Populist Party. Die Demokratische Partei ging daraufhin Ende des 19. Jahrhunderts auf einige Forderungen der Bauern ein, was aufgrund der dadurch auftretenden Spaltung innerhalb der Farmerbewegung allerdings auch die Organisation der Bauern schwächte.
Die ersten beiden Jahrzehnte des 20. Jahrhunderts verbesserte sich die Situation in der amerikanischen Landwirtschaft deutlich. Die Preise für Agrarprodukte stiegen, da die Nachfrage nach Waren stieg und der Wert des Bodens zunahm. Technische Fortschritte erhöhten die Produktivität. Die erfolgreichen Jahre Anfang des 20. Jahrhunderts endeten mit fallenden Preisen im Zusammenhang mit dem Ersten Weltkrieg. Am Ende des Zweiten Weltkrieges sah sich die Landwirtschaft mit dem Problem der Überproduktion konfrontiert. Technologische Neuerungen wie die Einführung von Benzin und Strom betriebenen Maschinen, sowie der Einsatz von Pestiziden und chemischen Düngemitteln, erbrachte höhere Erträge pro Hektar als je zuvor. Heute gibt es verschiedenartige landwirtschaftliche Unternehmen, die sich intensiv bemühen, technologische Möglichkeiten zu benutzen, um den zunehmend sich deutlich artikulierenden Verbraucherforderungen in einem globalisierten Nahrungsmittelsystem zu entsprechen. Die Rolle der Regierung wird sich weiter in den Bereichen Handel, Wirtschaftspolitik, Infrastrukturanforderungen, Natur- und Umweltschutz, Ernährung und Nahrungsmittelhilfe verändern.
Die amerikanische Landwirtschaft ist zunehmend zu einer „Agrar-Wirtschaft“ (Agrobusiness) geworden. Die Agrar-Wirtschaft umfasst eine Vielzahl landwirtschaftlicher Unternehmen und Strukturen – von kleinen Familienbetrieben bis zu riesigen Zusammenschlüssen oder multinationalen Unternehmen, die große Ländereien besitzen oder die von den Landwirten verwendeten Waren und Materialien herstellen. Diese landwirtschaftlichen Unternehmen, die manchmal im Besitz von Aktionären sind, benutzen mehr Maschinen und weit weniger landwirtschaftliche Arbeitskräfte. 1940 gab es sechs Millionen landwirtschaftliche Betriebe mit durchschnittlich je 67 Hektar. Ende der 1990er Jahre gab es nur noch rund 2,2 Millionen landwirtschaftliche Betriebe von durchschnittlich 190 Hektar. In dieser Zeit nahm die Beschäftigung in der Landwirtschaft dramatisch ab – von 12,7 Millionen 1930 auf 1,2 Millionen in den 1990er Jahren.
Innerhalb eines Jahrhunderts ist in den USA die Vielfalt an heimischen Früchten durch die industrielle Landwirtschaft bzw. Monokultur verloren gegangen. Gab es in den USA vor dem Ersten Weltkrieg 124 Apfelsorten, sind es Stand 2023 nur noch sechs.
Während sich die Produktion in den vergangenen 50 Jahren verdoppelt hat, ist die Anzahl der Unternehmen allerdings um mehr als zwei Drittel gesunken. 1980 wurden etwa 80 Hektar Nutzfläche pro Farm landwirtschaftlich genutzt, bis zum Jahr 2000 ist die Größe der Nutzfläche pro Farmbetrieb auf etwa 190 Hektar gestiegen. Heute produzieren 150.000 amerikanische landwirtschaftliche Unternehmer den größten Teil der Nahrung und Rohstoffe. Obwohl sie zu den weltweit wettbewerbsstärksten Unternehmen gehören, sind sie nur ein Teil der amerikanischen Landwirtschaft. Das US-Landwirtschaftsministerium (United States Department of Agriculture) verzeichnet weitere zwei Millionen Bauern, die dem Kriterium entsprechen, dass sie jährlich Produkte im Umfang von 1000 Dollar verkaufen. Viele von diesen Produzenten haben andere Berufe, schätzen aber die ländliche Lebensweise.

## Tourismus
Die USA verfügen über die weltweit größte Tourismusindustrie. Im Travel and Tourism Competitiveness Report 2017 des Weltwirtschaftsforum belegte das Land Platz 6. Laut Zahlen der Weltorganisation für Tourismus erhielt das Land 76,9 Millionen Besuche von ausländischen Touristen im Jahr 2017, womit es das am dritthäufigsten besuchte der Welt hinter Frankreich und Spanien war. Die Einnahmen, die diese Besucher brachten, beliefen sich auf 251,4 Milliarden US-Dollar, womit die USA die höchsten Einnahmen aller Länder verzeichnen. Die meisten internationalen Touristen kommen aus den Nachbarländern Mexiko und Kanada, gefolgt von Ländern Europas und zunehmend Asiens. Die meisten Touristen in den Vereinigten Staaten verfügen über eine hohe Kaufkraft und bleiben für eine längeren Zeitraum im Land, deshalb sind die Ausgaben pro Kopf von Touristen relativ hoch. Neben dem internationalen Tourismus kommt dem Inlandstourismus eine noch weitaus größere Bedeutung zu. Im Jahr 2018 gaben inländische Reisende fast 1 Billion US-Dollar im Land aus. Insgesamt werden 2,5 Billionen US-Dollar der Wirtschaftsleistung und 15,7 Millionen Arbeitsplätze vom Tourismus beeinflusst.

## Außenhandel

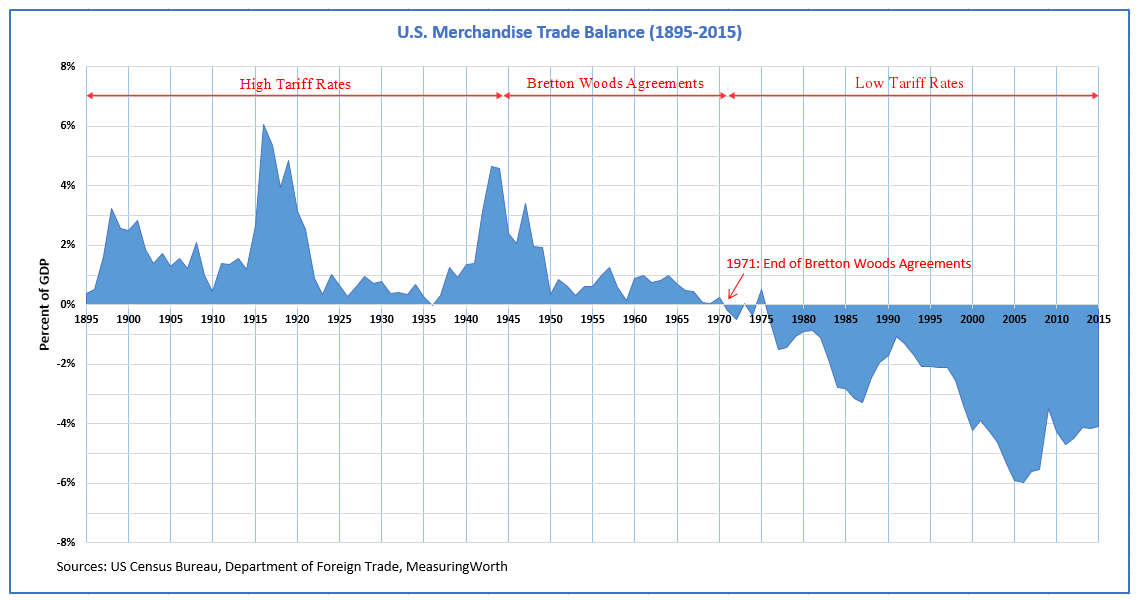
Handelsbilanz der USA (1895–2015)

Die Außenhandelspolitik entzweite Nord- und Südstaaten vor dem Sezessionskrieg (1861–1865). Hintergrund ist, dass zu dieser Zeit im Norden die Industrialisierung begann, während der Süden überwiegend ein Agrarland blieb. In einigen Staaten des Nordens setzte sich als Folge der Wirtschaftskrise von 1857 die Überzeugung durch, dass höhere Schutzzölle der heimischen Wirtschaft helfen könnten, die Krise zu überstehen. Die Nordstaaten setzten sich erfolgreich für eine Schutzzollpolitik des Bundes ein, um billige Importe ausländischer (wo die Industrialisierung weiter fortgeschritten war) Industriegüter zu verhindern und somit die US-Industrie entwickeln zu können. Die Grundbesitzer in den Südstaaten mussten hingegen die Industriegüter dadurch verteuert aus dem Ausland oder aus dem Norden importieren.
In der Gründerzeit konzentrierten sich Staat und Wirtschaft hauptsächlich auf die Entwicklung der Binnenwirtschaft (Inland). Ab Mitte des 19. Jahrhunderts versuchte die US-Politik durch Diplomatie und Militärinterventionen zunehmend auch neue Handelsräume zu erschließen. 1853 und 1854 besuchte beispielsweise Kommodere Matthew C. Perry im Auftrage von Präsident Fillmore Japan, beim ersten Besuch mit vier und beim zweiten Besuch mit neun Schiffen darunter drei der damals weltweit größten Kriegsschiffe. Fillmore forderte u. a. Häfen für den Handel zu öffnen. 1854 wurde daraufhin ein „Vertrag über Freundschaft und Handel zwischen Japan und den USA“ unterzeichnet, er beendete zugleich die Zeit der Landesabschließung Japans. 1898 wurde z. B. in einer Militärintervention (Spanisch-Amerikanischer Krieg) sowohl gegen die spanischen Kolonisten vorgegangen als auch die Unabhängigkeitsbewegungen in Kuba ausgebootet um die Interessen von US-Unternehmen im Land zu vertreten.
1898 wurden 90 Prozent der US-Produkte im Inland abgesetzt. Der Exportanteil der Wirtschaft von 10 Prozent war jedoch im internationalen Vergleich bereits relativ hoch und der Export wurde für die größten US-Unternehmen zu einem wichtigen Umsatzanteil. Neben landwirtschaftlichen Gütern (das größte Exportgut war nach wie vor Baumwolle) wurden zunehmend Industriegüter, insbesondere Öl (zweitgrößtes Exportgut mittlerweile) von Standard Oil, exportiert.
Die Vereinigten Staaten waren maßgeblich am Abschluss des Allgemeinen Zoll- und Handelsabkommens (GATT), einem internationalen Kodex für Zoll- und Handelsregeln und dem Nordamerikanischen Freihandelsabkommen (NAFTA) beteiligt. Die Entwicklung des elektronischen Handels warf eine ganze Reihe von neuen Fragen zum Handel auf. 1998 gaben die Minister der Welthandelsorganisation (WTO) eine Erklärung heraus, dass Länder nicht durch die Auflage von Zöllen auf elektronische Übertragungen in den elektronischen Handel eingreifen. Die Vereinigten Staaten wollen das Internet zur zollfreien Zone erklären, den Wettbewerb auf den weltweiten Telekommunikationsmärkten gewährleisten und einen weltweiten Schutz für geistiges Eigentum an digitalen Produkten einführen.
In der vergangenen Dekade war der Export etwa für ein Viertel des wirtschaftlichen Wachstums verantwortlich. Vom Export sind mehr als zwölf Millionen Arbeitsplätze abhängig – Arbeitsplätze, deren Gehälter 13 bis 18 Prozent über dem Durchschnitt liegen, weil die Produktivität höher ist. Ein Drittel der Fläche von amerikanischen landwirtschaftlichen Betrieben – das sind etwa 56 Milliarden Dollar Umsatz – werden für den Export bebaut.
Dessen ungeachtet, überschreitet der Import den Export dauerhaft bei Weitem. Nach Angaben des „US Census Bureau“ beliefen sich die US-amerikanischen Exporte im Februar 2007 auf 124 Mrd. US-Dollar, davon 88,4 Mrd. für Waren und 35,6 Mrd. für Dienstleistungen. Die Importe summierten sich auf 182,4 Mrd. Dollar, davon 152,9 Mrd. für Waren und 29,5 Mrd. für Dienstleistungen. Das Außenhandelsdefizit beträgt damit 58,4 Mrd. Dollar pro Monat. 2006 wurden 1.436,8 Mrd. Dollar exportiert, davon 1.023,7 Mrd. Dollar an Waren und 413,1 Mrd. Dollar an Dienstleistungen. Importiert wurden 2.202,1 Mrd. Dollar, davon 1.859,7 Mrd. Dollar an Waren und 342,4 Mrd. Dollar an Dienstleistungen.
Daraus resultiert ein Defizit bei Waren von 836 Mrd. Dollar und ein Überschuss bei Dienstleistungen von 70,7 Mrd. Dollar. Das gesamte Außenhandelsdefizit betrug im Jahr 2006 demnach 765,3 Mrd. Dollar.

### Entwicklung des Außenhandel
Jährlicher Export und Import von Waren und Dienstleistungen in US-Dollar seit dem Jahr 1970 laut Daten der Weltbank.
| Jahr                            | 1970   | 1980    | 1990    | 2000      | 2005      | 2010      | 2015      | 2020      | 2021      |
| ------------------------------- | ------ | ------- | ------- | --------- | --------- | --------- | --------- | --------- | --------- |
| Exporte in Mrd. US-Dollar       | 53,900 | 271.788 | 535.258 | 1.082.962 | 1.291.506 | 1.872.324 | 2.280.047 | 2.134.445 | 2.532.951 |
| Importe in Mrd. US-Dollar       | 54.510 | 290.741 | 616.110 | 1.452.651 | 2.008.043 | 2.375.402 | 2.771.466 | 2.811.124 | 3.394.346 |
| Handelsbilanz in Mrd. US-Dollar | −620   | −18,953 | −80,852 | −369,689  | −716,537  | −503,078  | −491,419  | −676,679  | −861,395  |

### Hauptexportländer 2021
| Staat                  | Anteil in Mrd. US-Dollar | Anteil in Prozent |
| ---------------------- | ------------------------ | ----------------- |
| Kanada                 | 307,6                    | 17,5 %            |
| Mexiko                 | 276,5                    | 15,8 %            |
| Volksrepublik China    | 151,1                    | 8,6 %             |
| Japan                  | 75,0                     | 4,3 %             |
| Südkorea               | 65,8                     | 3,7 %             |
| Deutschland            | 65,2                     | 3,7 %             |
| Vereinigtes Königreich | 61,5                     | 3,6 %             |
| Niederlande            | 53,6                     | 3,1 %             |
| Brasilien              | 46,9                     | 2,7 %             |
| Indien                 | 40,1                     | 2,3 %             |
| Taiwan                 | 36,9                     | 2,1 %             |
| Singapur               | 35,8                     | 2,0 %             |
| Belgien                | 33,7                     | 1,9 %             |
| Frankreich             | 30,0                     | 1,7 %             |
| Hongkong               | 30,0                     | 1,7 %             |
| Insgesamt              | 1.754,6                  | 100 %             |

### Hauptimportländer 2021
| Staat                  | Anteil in Mrd. US-Dollar | Anteil in Prozent |
| ---------------------- | ------------------------ | ----------------- |
| Volksrepublik China    | 506,4                    | 17,9 %            |
| Mexiko                 | 384,7                    | 13,6 %            |
| Kanada                 | 357,2                    | 12,6 %            |
| Deutschland            | 135,2                    | 4,8 %             |
| Japan                  | 135,1                    | 4,8 %             |
| Vietnam                | 101,9                    | 3,6 %             |
| Südkorea               | 95,0                     | 3,4 %             |
| Taiwan                 | 77,1                     | 2,7 %             |
| Irland                 | 73,7                     | 2,6 %             |
| Indien                 | 73,3                     | 2,6 %             |
| Schweiz                | 63,0                     | 2,2 %             |
| Italien                | 61,0                     | 2,2 %             |
| Vereinigtes Königreich | 56,4                     | 2,0 %             |
| Malaysia               | 56,2                     | 2,0 %             |
| Frankreich             | 50,3                     | 1,8 %             |
| Insgesamt              | 2.832,9                  | 100 %             |

## Geld- und Finanzpolitik

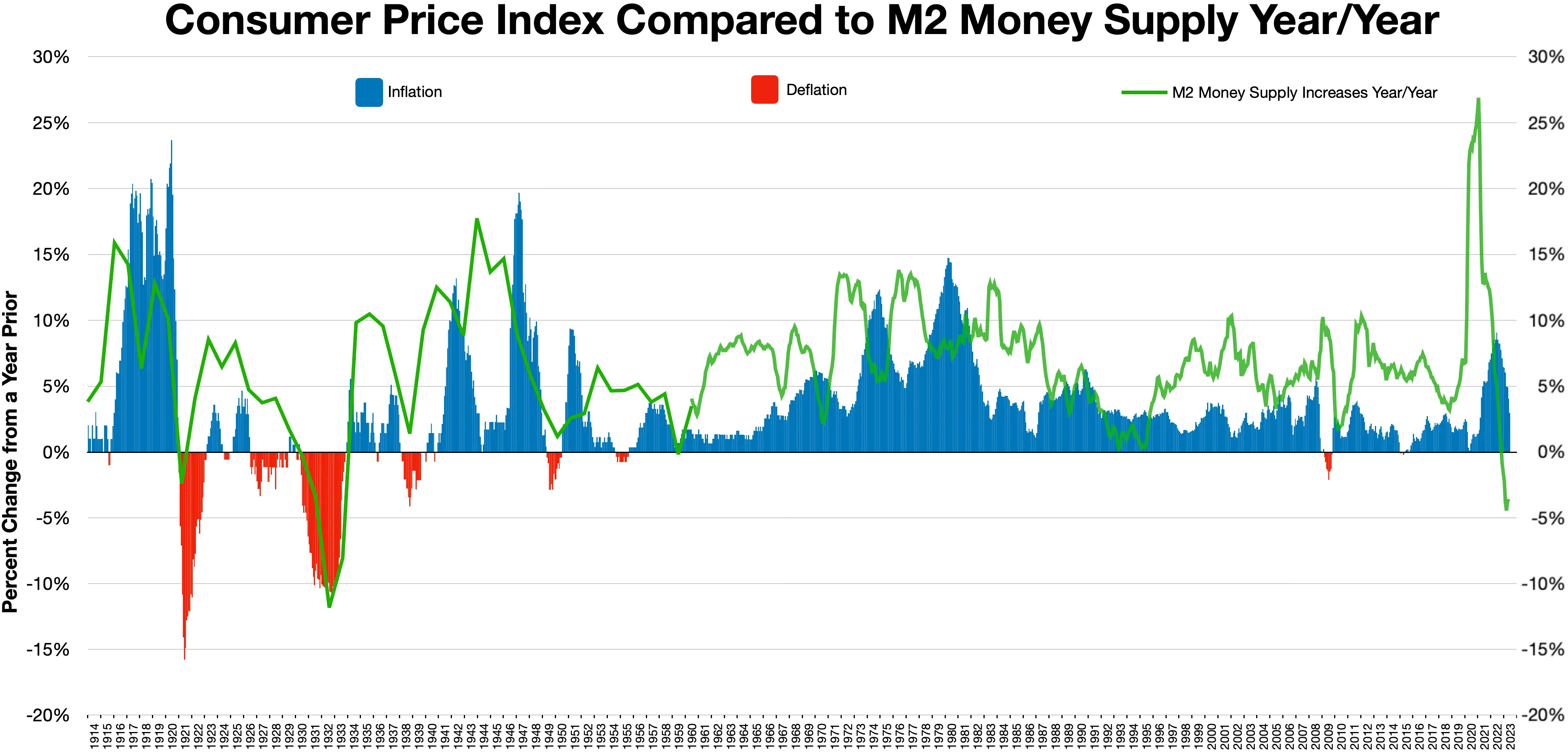
Inflation und Geldmengenwachstum in den USA (1914–2022)

Die Rolle der Regierung in der amerikanischen Volkswirtschaft geht weit über die Funktion eines Regulierungsgremiums für bestimmte Wirtschaftszweige hinaus. Die Regierung bestimmt das Tempo der Wirtschaftsentwicklung und bemüht sich um ein hohes Beschäftigungsniveau und stabile Preise. Sie hat zwei wichtige Instrumente, um diese Ziele zu erreichen: die Finanzpolitik, durch die sie das entsprechende Steuer- und Ausgabenniveau bestimmt, und die Geldpolitik, durch die sie den Geldumlauf steuert. Ende der 1990er Jahre erlebte das Land ein starkes Wirtschaftswachstum, verbunden mit einer niedrigen Arbeitslosen- und Inflationsrate.
Positiv gesehen wuchs im Jahr 2002 das verfügbare individuelle Einkommen um sechs Prozent, das höchste Wachstum seit vielen Jahren. Ein starkes Anwachsen der Produktivität glich teilweise die Auswirkungen einer stagnierenden Beschäftigung mit eingeschränktem Wachstum der Haushaltseinkommen aus. Die gleichzeitig wirkenden Steuerermäßigungen aus dem Steuergesetz „Economic Growth and Tax Relief Reconciliation Act“ (2001) erhöhten spürbar die Kaufkraft der Haushalte.
Im Jahr 2002 setzte die Wirtschaft der Vereinigten Staaten den Aufschwung, der Ende 2001 begonnen hatte, fort. Die wirtschaftlichen Bedingungen verbesserten sich in der ersten Hälfte des Jahres 2002. Die Ausgaben sowohl im persönlichen Verbrauch als auch im Bereich Mieten/Wohnung blieben stabil, Wirtschaftsunternehmen beschränkten den Absatz ihrer Lagerbestände und begannen ihre Investitionen in Produktionsanlagen zu erhöhen. Die Beschäftigung in der Privatwirtschaft stieg. Nach einem Budgetüberschuss von 127 Milliarden Dollar im Finanzjahr 2001 meldete die Regierung ein Defizit von 158 Milliarden Dollar im Finanzjahr 2002. Die Ausgaben der Regierung im Finanzjahr 2002 hatten sich um acht Prozent erhöht. Die staatlichen Ausgaben erhöhten sich beträchtlich in vielen Bereichen, einschließlich Verteidigung, innere Sicherheit, Medicaid und Einkommensausgleich (einschließlich des vorübergehend erweiterten Arbeitslosenunterstützungsprogramms).
Die Geldpolitik liegt in der Verantwortung des als „Federal Reserve System“ bezeichneten Zentralbanksystems, das 1913 vom Kongress eingerichtet wurde. Die Fed, wie sie gemeinhin bekannt ist, umfasst einen als Board of Governors bekannten Vorstand sowie zwölf private Regionalbanken mit insgesamt 25 Zweigstellen. Alle national konzessionierten Geschäftsbanken müssen laut Gesetz Mitglieder des Zentralbanksystems sein; für die bundesstaatlich konzessionierten Geschäftsbanken ist die Mitgliedschaft freiwillig. Die Vorstandsmitglieder werden vom Präsidenten der Vereinigten Staaten mit Zustimmung des Senats für eine 14-jährige Amtszeit ernannt.

## Vermögen
Die USA standen, laut einer Studie der Bank Credit Suisse aus dem Jahre 2017, auf Rang 1 weltweit beim nationalen Gesamtvermögen. Der Gesamtbesitz an Immobilien, Aktien und Bargeld belief sich auf insgesamt 93,56 Billionen US-Dollar, womit amerikanische Haushalte knapp ein Drittel des weltweiten Vermögens von ca. 280 Billionen US$ besaßen. Das Vermögen pro erwachsene Person beträgt 388.585 Dollar im Durchschnitt und 55.876 Dollar im Median (in Deutschland: 203.946 bzw. 47.091 Dollar). Beim durchschnittlichen Vermögen je Einwohner liegt das Land auf Platz 4 weltweit hinter Island, der Schweiz und Australien. Beim medianen Vermögen je Einwohner belegt das Land Platz 25. Insgesamt war 68,7 % des gesamten Vermögens der Amerikaner finanzielles Vermögen und 31,3 % nicht-finanzielles Vermögen. Im Vergleich zu anderen Ländern sind die Vermögenswerte der Amerikaner vor allem im amerikanischen Anleihen- und Aktienmarkt investiert, die jeweils die weltweit größten sind. Der Gini-Koeffizient bei der Vermögensverteilung lag 2017 bei 85,9, was auf eine sehr hohe Vermögensungleichheit hindeutet. Die obersten 10 % der amerikanischen Bevölkerung besaßen 76,7 % des Vermögens und die obersten 1 % besaßen 38,3 % des Vermögens, was eine höhere Vermögenskonzentration als in fast allen entwickelten Ländern ist. Der Anteil der Amerikaner mit einem Vermögen von unter 10.000 Dollar wird auf 28,5 % der Bevölkerung geschätzt und der Anteil mit einem Vermögen von über einer Million Dollar wird auf 6,4 % geschätzt. Insgesamt 15,4 Millionen Amerikaner waren damit Millionäre, womit das Land 40 % der weltweiter Millionäre gerechnet in US$ stellte. Ebenso waren die USA das Land mit der weltweit höchsten Anzahl an Milliardären mit insgesamt 585. Laut Forbes waren 7 der 10 reichsten Menschen der Welt Amerikaner. Reichster Mann des Landes und der Welt war Jeff Bezos mit einem geschätzten Gesamtvermögen in der Größenordnung von 200 Milliarden US-Dollar (Stand: 2021).

## Steuern

Steueraufkommen nach Quelle

Der Anteil der Lohnsteuer stieg in den letzten 70 Jahren von 10 % auf 40 % des gesamten Steueraufkommens. Gleichzeitig sank der Anteil der Unternehmenssteuern von 30 % auf 10 %.

## Verschuldung
Ein durchschnittlicher Haushalt der USA hatte 2007 Schulden in Höhe von etwa 10.000 US-Dollar. Hinzu kommen die Verbindlichkeiten aus Immobilien. Die Kreditkartenschulden der Bevölkerung beliefen sich im selben Jahr auf über 800 Milliarden Dollar, was eine Verdreifachung innerhalb von 20 Jahren bedeutet.

Haushaltsdefizit der USA (1900–2016)

Die Staatsverschuldung überschritt Anfang Oktober 2008 die Marke von 10 Billionen US-Dollar. Im November 2009 wurde die Marke von 12,031 Billionen US-Dollar erreicht. Bis April 2011 stieg sie weiter auf 14,272 Billionen US-Dollar. Mitte Oktober 2013 überschritten die Schulden die 17 Billionen Dollar Grenze. Im Februar 2018 betrug die Staatsverschuldung insgesamt 20,6 Billionen US-Dollar.
Im Haushaltsjahr 2009 (vom 1. Oktober 2008 bis zum 30. September 2009) betrug das Haushaltsdefizit (Zuwachs der Staatsverschuldung) 1.417 Milliarden US-Dollar.
Die Staatsverschuldung spielt in den USA im öffentlichen Diskurs traditionell eine sehr große Rolle, insbesondere weil viele konservative Bürger einer Staatsverschuldung ablehnend gegenüberstehen. Die Erhöhung der gesetzlichen Schuldenobergrenze führte 2011 zur politischen Schuldenkrise. Selbst fiskalisch konservative Stimmen wie The Economist merken an, dass die externe Staatsverschuldung der USA im internationalen und insbesondere europäischen Vergleich einen sehr geringen Wert von nur netto 65 % des BIP ausmacht und sprechen sich für eine Erhöhung der Schuldenobergrenze aus. Im Jahr 2018 ist die Staatsverschuldung auf 22.000 Milliarden Dollar oder 106 % des BIP gestiegen. IMF/Statista 2018.

## Börse

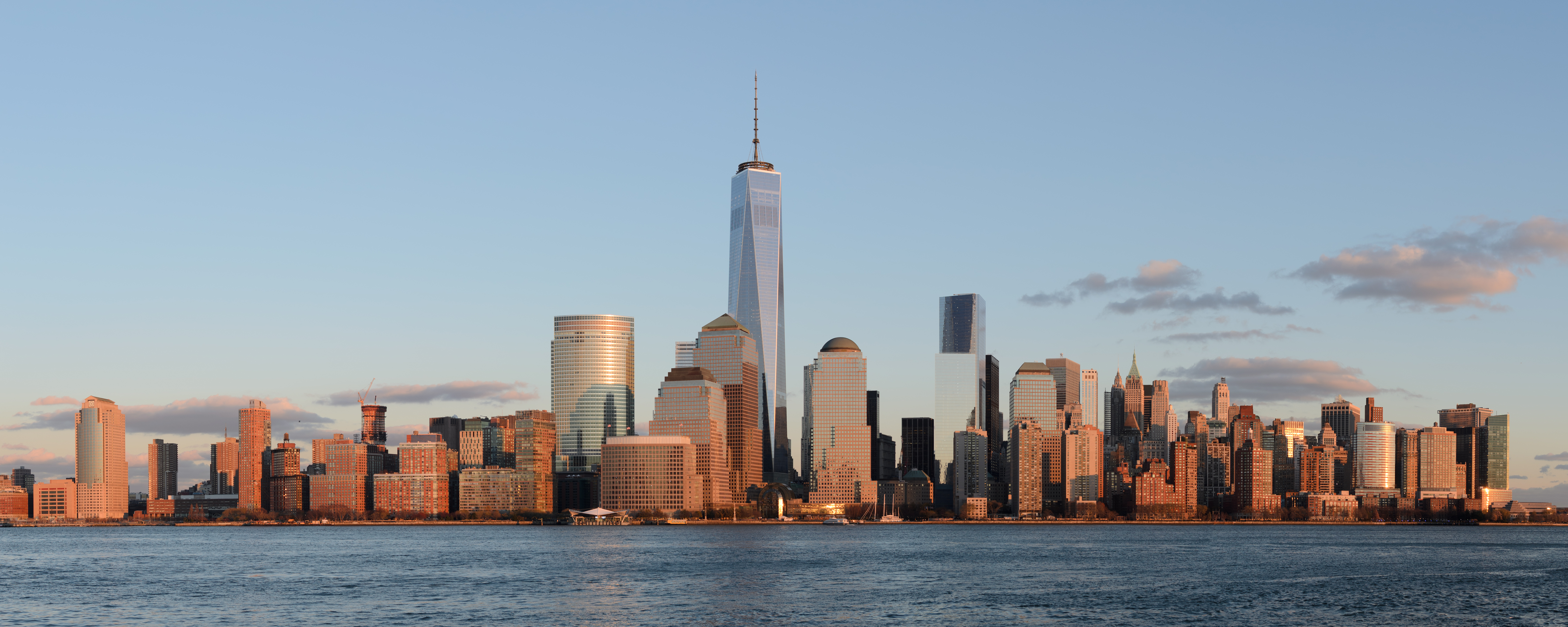
Finanzplatz New York City

Unternehmen wenden sich an Kapitalmärkte, um Gelder zu beschaffen, die der Finanzierung von Fabrik- und Bürogebäuden usw., der Durchführung von Forschung und Entwicklung sowie einer Vielzahl anderer wichtiger Aktivitäten dienen sollen. Ein großer Teil des Geldes kommt von wichtigen Institutionen wie den Rentenversicherungen, Versicherungsgesellschaften, Banken, Stiftungen, Hochschulen und Universitäten. Zunehmend kommt es auch von Einzelpersonen. Heute sind ca. 52 Prozent der Haushalte in Besitz von Aktien, während es 1989 nur 32 Prozent waren. 2017 werden an allen amerikanischen Börsen Aktien im Wert von insgesamt 32,1 Billionen gehandelt.
Amerikaner sind stolz auf die Effizienz ihrer Börse und anderer Kapitalmärkte. Diese Märkte verdanken ihren Erfolg einerseits den Computern, sind aber auch von Tradition und Vertrauen abhängig. Es gibt Tausende von Aktien, aber die Wertpapiere der größten, bekanntesten und am meisten gehandelten Unternehmen werden generell an der New Yorker Börse (NYSE) notiert. Die meisten der gehandelten Aktien und Wertpapiere werden am National Association of Securities Dealers Automated Quotation System (NASDAQ) gehandelt. Dieses sogenannte Tafelgeschäft, bei dem der Handel mit rund 5 240 Aktien abgewickelt wird, findet nicht an einem bestimmten Ort statt. Es handelt sich vielmehr um ein elektronisches Kommunikationsnetz der Aktien- und Wertpapierhändler. Ein unvorgesehener Aufschwung am Aktienmarkt verbunden mit einfacherer Anlage in Aktien führte in den 1990er Jahren zu einer drastischen Zunahme der öffentlichen Beteiligung an den Wertpapiermärkten. Das jährliche Handelsvolumen an der New Yorker Börse, dem „Big Board“, schnellte von 11 400 Millionen Aktien 1980 auf 169 000 Millionen Aktien 1998 empor.
Die 1934 gegründete Börsenaufsichtsbehörde ist das wichtigste Regulativ der Wertpapiermärkte in den Vereinigten Staaten. Vor 1929 regelten die einzelnen Bundesstaaten die Wertpapieraktivitäten. Der Zusammenbruch des Aktienmarktes im Jahr 1929, der die Weltwirtschaftskrise auslöste, zeigte die Unzulänglichkeit dieser Festlegung. Das Wertpapiergesetz von 1933 und das Gesetz über die Wertpapierbörse von 1934 räumten der Bundesregierung eine herausragende Rolle beim Schutz kleiner Anleger vor Betrug ein. Sie erleichterten es, die finanziellen Berichte der Unternehmen zu verstehen.

## Arbeitsmarkt

Arbeitslosenquote

Die Struktur der amerikanischen Erwerbstätigen wandelte sich grundlegend durch die Entwicklung Amerikas von einer Agrargesellschaft zu einem modernen Industriestaat. Am Ende des 19. Jahrhunderts und zu Beginn des 20. Jahrhunderts gab es ein großes industrielles Wachstum. Viele Amerikaner verließen Bauernhöfe und Kleinstädte, um in Fabriken zu arbeiten. Diese Fabriken waren durch Massenproduktion, einer strengen Hierarchie, den Einsatz von ungelernten Arbeitskräften und niedrigen Löhnen gekennzeichnet. In diesem Umfeld entwickelten sich starke Gewerkschaften. Heute sind Gewerkschaften weiterhin eine wichtige politische und wirtschaftliche Kraft, deren Einfluss aber nachgelassen hat. Der produzierende Bereich hat an Bedeutung verloren. Der Dienstleistungssektor ist gewachsen. Das veränderte Umfeld der 1980er und 1990er Jahre schwächte die Position der Gewerkschaften, die heute einen sich verringernden Teil der Erwerbstätigen vertreten. Während 1945 über ein Drittel der Beschäftigten einer Gewerkschaft angehörten, fiel die Mitgliedschaft auf 13,2 Prozent im Jahr 2002. 2002 gab es 16,1 Millionen Gewerkschaftsmitglieder in den Vereinigten Staaten.
Von 1950 bis Ende 2002 stieg die Anzahl der nicht landwirtschaftlich Beschäftigten von 45 Millionen auf 130,7 Millionen. Das größte Wachstum verzeichneten die Computerindustrie, das Gesundheitswesen und andere Dienstleistungsbereiche. Durch den Beschäftigungszuwachs im Dienstleistungssektor konnten Arbeitskräfte, die durch steigende Produktivität im produzierenden Bereich freigesetzt worden waren, beschäftigt werden. 1946 gab es in der Dienstleistungsindustrie 24,4 Millionen Arbeitsplätze. 2002 gab es in diesem Bereich 107,1 Millionen Arbeitsplätze. Der Güter produzierende Sektor – zu dem die produzierende Industrie, das Bauwesen und der Bergbau gehören – verfügte 1946 über 17,2 Millionen Arbeitsplätze. Ende 2002 waren es 23,6 Millionen.
Viele der neuen Arbeitsplätze im Dienstleistungsbereich sind weder gut bezahlt, noch verfügen sie über die Sozialleistungen wie in der produzierenden Industrie. Durch die daraus resultierenden finanziellen Engpässe sind in vielen Familien beide Partner gezwungen zu arbeiten. Gehälter dienen nicht mehr dazu, Beschäftigte gleichwertig zu entlohnen. Vielmehr sollten Arbeitskräfte wie z. B. Fachleute für Software gewonnen und gehalten werden. Diese Entwicklung trug zur Vergrößerung der Einkommensunterschiede zwischen hoch qualifizierten und ungelernten Arbeitnehmern bei. 1979 variierte das durchschnittliche Wocheneinkommen von 215 Dollar für Arbeitnehmer mit weniger als einer Sekundarausbildung bis zu 348 Dollar für College-Absolventen. 1998 reichte diese Spanne von 337 Dollar bis 821 Dollar. Während der Mindestlohn in den 1970er Jahren nahezu jährlich angehoben wurde, gab es in den 1980er und 1990er Jahren wenige Erhöhungen.
Die Arbeitslosenzahlen in Amerika halten sich seit Jahren auf einem im Vergleich zu vielen europäischen Ländern niedrigen Niveau. So betrug die Arbeitslosenquote im März 2007 ca. 4,4 % und kletterte im Zuge der Finanzkrise auf 10,2 % im Oktober 2009. Im August 2011 betrug die Arbeitslosenquote 9,1 Prozent. Da Analysten eine wesentlich geringere Quote erwartet hatten, führte die Bekanntgabe dieser Zahlen zu Kursverlusten an den Börsen. Allerdings weicht die Erhebung der Arbeitslosenzahlen in den USA hinsichtlich ihrer Methode deutlich von den europäischen Ländern und insbesondere von Deutschland ab: während z. B. in Deutschland durch die Arbeitsämter genaue Zahlen erhoben werden können, weil jeder Arbeitslosengeld/Hartz-IV-Empfänger registriert ist, wird sie in den USA mittels repräsentativer Telefonumfragen ermittelt. Zählt man auch entmutigte Arbeitnehmer, die sich nicht mehr registrieren lassen sowie Teilzeit-Arbeitnehmer, die einen Vollzeit-Arbeitsplatz wollen, so lag 2010 die tatsächliche Arbeitslosigkeit in den USA bei 17,5 % und damit auf dem Niveau der großen Depression der 1930er Jahre. Im Juni 2017 lag sie noch bei 8,6 %.
Anfang 2018 betrug die offizielle Arbeitslosenquote 4,1 %.
Donald Trump, US-Präsident von Januar 2017 bis Januar 2021, hatte eine große Wende und die Rückkehr zu 'rauchenden Schloten' (den Glanzzeiten von US-Industrieunternehmen) versprochen. Er hatte auch Umweltstandards gesenkt und versucht, die Preise für fossile Energien zu senken (siehe hier); die Wende blieb aber aus. Teile der unter Trump begonnene Industriepolitik wurde nach dem Urteil von Beobachtern auch von seinem Nachfolger Joe Biden fortgesetzt.

## Kennzahlen
Verschiedene makroökonomische Indikatoren der amerikanischen Wirtschaft von 1980 bis 2021. Alle BIP-Werte sind in Dollar angegeben. Inflation über 2 % ist mit einem roten Pfeil markiert. In konstanten inflationsbereinigten Preisen stieg das BIP pro Kopf von 29.713 US-Dollar im Jahre 1980 auf 58.483 US-Dollar im Jahre 2021.
| Jahr | BIP (in Mrd. US-Dollar) | BIP pro Kopf (in US-Dollar) | BIP Wachstum (real) | Inflationsrate (in Prozent) | Arbeitslosenquote (in Prozent) | Staatsverschuldung (in % des BIP) |
| ---- | ----------------------- | --------------------------- | ------------------- | --------------------------- | ------------------------------ | --------------------------------- |
| 1980 | 2.857,3                 | 12.553                      | ▼−0,3 %             | ▲13,5 %                     | 7,2 %                          | k. A.                             |
| 1981 | ▲3.207,0                | ▲13.949                     | ▲2,5 %              | ▲10,4 %                     | ▲7,6 %                         | k. A.                             |
| 1982 | ▲3.343,8                | ▲14.405                     | ▼−1,8 %             | ▲6,2 %                      | ▲9,7 %                         | k. A.                             |
| 1983 | ▲3.634,0                | ▲15.514                     | ▲4,6 %              | ▲3,2 %                      | ▼9,6 %                         | k. A.                             |
| 1984 | ▲4.037,7                | ▲17.086                     | ▲7,2 %              | ▲4,4 %                      | ▼7,5 %                         | k. A.                             |
| 1985 | ▲4.339,0                | ▲18.199                     | ▲4,2 %              | ▲3,5 %                      | ▼7,2 %                         | k. A.                             |
| 1986 | ▲4.579,6                | ▲19035                      | ▲3,5 %              | ▲1,9 %                      | ▼7,0 %                         | k. A.                             |
| 1987 | ▲4.855,3                | ▲20.001                     | ▲3,5 %              | ▲3,6 %                      | ▼6,2 %                         | k. A.                             |
| 1988 | ▲5.236,4                | ▲21.376                     | ▲4,2 %              | ▲4,1 %                      | ▼5,5 %                         | k. A.                             |
| 1989 | ▲5.641,6                | ▲22.814                     | ▲3,7 %              | ▲4,8 %                      | ▼5,3 %                         | k. A.                             |
| 1990 | ▲5.963,1                | ▲23.848                     | ▲1,9 %              | ▲5,4 %                      | ▲5,6 %                         | k. A.                             |
| 1991 | ▲6.158,1                | ▲24.303                     | ▼−0,1 %             | ▲4,2 %                      | ▲6,9 %                         | k. A.                             |
| 1992 | ▲6.520,3                | ▲25.393                     | ▲3,5 %              | ▲3,0 %                      | ▲7,5 %                         | k. A.                             |
| 1993 | ▲6.858,6                | ▲26.364                     | ▲2,8 %              | ▲3,0 %                      | ▼6,9 %                         | k. A.                             |
| 1994 | ▲7.287,3                | ▲27.674                     | ▲4,0 %              | ▲2,6 %                      | ▼6,1 %                         | k. A.                             |
| 1995 | ▲7.639,8                | ▲28.671                     | ▲2,7 %              | ▲2,8 %                      | ▼5,6 %                         | k. A.                             |
| 1996 | ▲8.073,1                | ▲29.947                     | ▲3,8 %              | ▲2,9 %                      | ▼5,4 %                         | k. A.                             |
| 1997 | ▲8.577,6                | ▲31.440                     | ▲4,4 %              | ▲2,3 %                      | ▼4,9 %                         | k. A.                             |
| 1998 | ▲9.062,8                | ▲32.834                     | ▲4,5 %              | ▲1,5 %                      | ▼4,5 %                         | k. A.                             |
| 1999 | ▲9.631,2                | ▲34.496                     | ▲4,8 %              | ▲2,2 %                      | ▼4,2 %                         | k. A.                             |
| 2000 | ▲10.251,0               | ▲36.313                     | ▲4,1 %              | ▲3,4 %                      | ▼4,0 %                         | k. A.                             |
| 2001 | ▲10.581,9               | ▲37.101                     | ▲1,0 %              | ▲2,8 %                      | ▲4,7 %                         | 53,1 %                            |
| 2002 | ▲10.929,1               | ▲37.946                     | ▲1,7 %              | ▲1,6 %                      | ▲5,8 %                         | ▲55,5 %                           |
| 2003 | ▲11.456,5               | ▲39.405                     | ▲2,8 %              | ▲2,3 %                      | ▲6,0 %                         | ▲58,6 %                           |
| 2004 | ▲12.217,2               | ▲41.642                     | ▲3,9 %              | ▲2,7 %                      | ▼5,5 %                         | ▲66,2 %                           |
| 2005 | ▲13.039,2               | ▲44.034                     | ▲3,5 %              | ▲3,4 %                      | ▼5,1 %                         | ▼65,5 %                           |
| 2006 | ▲13.815,6               | ▲46.217                     | ▲2,8 %              | ▲3,2 %                      | ▼4,6 %                         | ▼64,2 %                           |
| 2007 | ▲14.474,3               | ▲47.943                     | ▲2,0 %              | ▲2,9 %                      | ▬4,6 %                         | ▲64,6 %                           |
| 2008 | ▲14.769,9               | ▲48.471                     | ▲0,1 %              | ▲3,8 %                      | ▲5,8 %                         | ▲73,5 %                           |
| 2009 | ▼14.478,1               | ▼47.102                     | ▼−2,6 %             | ▼−0,3 %                     | ▲9,3 %                         | ▲86,7 %                           |
| 2010 | ▲15.049,0               | ▲48.586                     | ▲2,7 %              | ▲1,6 %                      | ▲9,6 %                         | ▲95,2 %                           |
| 2011 | ▲15.599,7               | ▲50.008                     | ▲1,6 %              | ▲3,1 %                      | ▼8,9 %                         | ▲99,5 %                           |
| 2012 | ▲16.254,0               | ▲51.737                     | ▲2,3 %              | ▲2,1 %                      | ▼8,1 %                         | ▲103,1 %                          |
| 2013 | ▲16.843,2               | ▲53.246                     | ▲2,1 %              | ▲1,5 %                      | ▼7,4 %                         | ▲104,6 %                          |
| 2014 | ▲17.550,7               | ▲55.084                     | ▲2,5 %              | ▲1,6 %                      | ▼6,2 %                         | ▬104,6 %                          |
| 2015 | ▲18.206,0               | ▲57.007                     | ▲2,9 %              | ▲0,1 %                      | ▼5,3 %                         | ▲105,2 %                          |
| 2016 | ▲18.695,1               | ▲58.180                     | ▲1,8 %              | ▲1,3 %                      | ▼4,9 %                         | ▲107,2 %                          |
| 2017 | ▲19.479,6               | ▲60.293                     | ▲2,5 %              | ▲2,1 %                      | ▼4,4 %                         | ▼106,2 %                          |
| 2018 | ▲20.656,5               | ▲63.165                     | ▲3,0 %              | ▲2,4 %                      | ▼3,9 %                         | ▲106,8 %                          |
| 2019 | ▲21.539,9               | ▲65.561                     | ▲2,6 %              | ▲1,8 %                      | ▼3,7 %                         | ▲108,0 %                          |
| 2020 | ▼21.354,1               | ▼64.454                     | ▼−2,2 %             | ▲1,2 %                      | ▲8,1 %                         | ▲132,0 %                          |
| 2021 | ▲23.681,1               | ▲71.232                     | ▲6,1 %              | ▲4,6 %                      | ▼5,3 %                         | ▼124,5 %                          |
| 2022 | ▲26.006,9               | ▲77.801                     | ▲2,5 %              | ▲7,9 %                      | ▼3,6 %                         | ▼118,8 %                          |
| 2023 | ▲27.720,7               | ▲82.254                     | ▲2,9 %              | ▲4,1 %                      | ▬3,6 %                         | ▲118,9 %                          |
| 2024 | ▲29.184,9               | ▲85.812                     | ▲2,8 %              | ▲2,9 %                      | ▲4,0 %                         | ▲120,7 %                          |